# Idioma ndebele meridional
El idioma ndebele meridional (o ndebele del sur) (autoglotónimo: isiNdebele) es un idioma africano perteneciente al grupo nguni de las lenguas bantúes, y hablado por los amaNdebele (los ndebele de Sudáfrica). Existen dos dialectos del ndebele del sur en Sudáfrica:
- el ndebele de Transvaal del Norte o nrebele,
- y el ndebele de Transvaal del Sur.

Existe otro dialecto aparte, llamado ndebele del norte o matabele, hablado en Zimbabue y Botsuana. El ndebele de Zimbabue es más parecido al zulú que a los idiomas ndebele sudafricanos.

## Aspectos históricos, sociales y culturales

### Distribución geográfica
El ndebele del sur tiene unos 700 mil hablantes en Sudáfrica. La lengua se habla sobre todo en norte de la provincia de Mpumalanga (antigua Transvaal oriental).

### Uso y estatus
El ndebele del sur tiene reconocimiento oficial en Sudáfrica.